# Západní Slované
Západní Slované je západní větev Slovanů, hovořící západoslovanskými jazyky, která zahrnuje Poláky (spolu s Kašuby a Slezany), Čechy (spolu s Moravany), Slováky, Lužické Srby a historicky také kmeny Polabských Slovanů (Obodrité, Veneté). Tyto národy tvoří většinu populace a historicky utvářeli kulturu u současných států Polska, Česka a Slovenska a v rámci nich také regionů Moravy, Slezska, Kašubska a Lužice.
Západoslovanské národy se vyvinuly pod vlivem západního křesťanství, což způsobilo kulturní oddělení od jiných slovanských skupin: zatímco východní a většina jižních Slovanů (s výjimkou Chorvatů a Slovinců) konvertovala k pravoslavnému křesťanství a byli kulturně ovlivňováni Byzantskou říší, západní Slované konvertovali k římskokatolické církvi.

## Dějiny

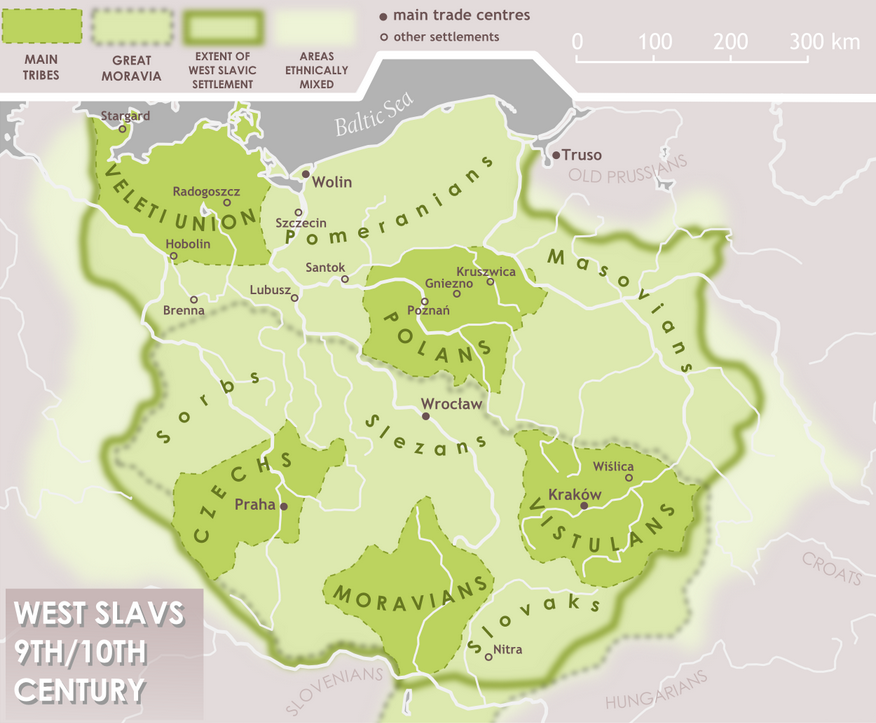
Západní Slované v 9. a 10. století

Na počátku 7. století byli Slované v dnešním Slovensku a Maďarsku podrobeni Avary, jejich nadvláda ale byla zlomena franským kupcem Sámem a došlo ke vzniku Sámovy říše, jejíž centrum bylo v českých zemích. Sámova říše byla úspěšná v konfliktu s Franskou říší, ale po smrti Sáma se rozpadla. Ze 7. století jsou známy i další kmenové svazy a vládci jako lužickosrbský vévoda Dervan a korutanský Valuk. Kolem roku 830 vládne Mojmír, první historicky doložený kníže Velkomoravské říše. Na konci 9. století Velká Morava ovládla Čechy. Velkomoravská říše však zanikla na počátku 10. století, na západ od ní nastal vzestup českého knížectví.
Polabští Slované byli silně germanizovaní. Při tzv. prvním dělení Polska v roce 1772 Prusko dosáhlo záborem velkopolského Pomoří spojení mezi braniborskými a původnímu pruskými državami, Rakousko získalo Malopolsko (Halič) a Rusko východní oblasti Polska. Češi, Moravané a Slováci byli jedněmi z etnik Habsburské monarchie a poté Rakouska-Uherska. Až v roce 1918 vznikly nezávislé Polsko a Československo. Území Slezska je dosud rozděleno mezi současné Polsko a Českou republiku.

## Západoslovanské skupiny

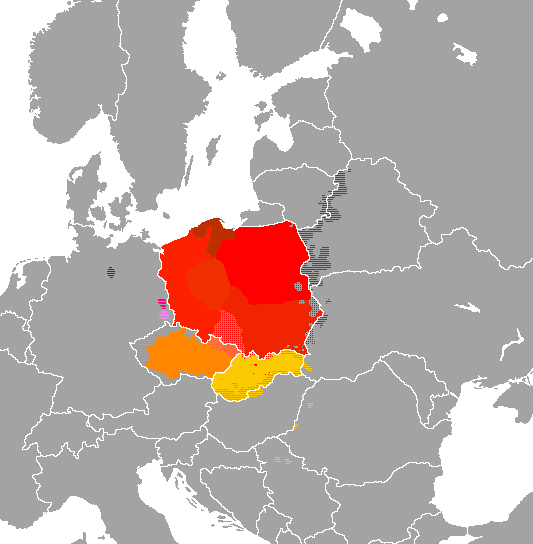
Západoslovanské jazyky
polština
kašubština
slezština
polabština †
dolnolužická srbština
hornolužická srbština
čeština
slovenština

- Lechická skupina
  - Poláci (60 milionů[4])
  - Slezané (868 571[5])
  - Kašubové (233 000[6])
  - Polané
  - Pomořané
    - Pomořanští Slovinci

  - Mazované
  - Polabští Slované
    - Obodrité
      - Drevané

    - Ránové
    - Stodorané
    - Veléti
- Česko-slovenská skupina
  - Češi (11 milionů[7])
  - Moravané (630 899‬[8])
  - Slováci (7 milionů[9])

- Lužičtí Srbové (60 000 – 70 000[10][11])
  - Milčané

## Západoslovanské jazyky
Jazyky podobné polštině jsou řazeny do skupiny lechických jazyků, do této skupiny patří také pomořanština a vymřelá polabština. Jazyky Horní a Dolní Lužice mají mnoho společného s lechickou a česko-slovenskou jazykovou skupinou.